# 현상액

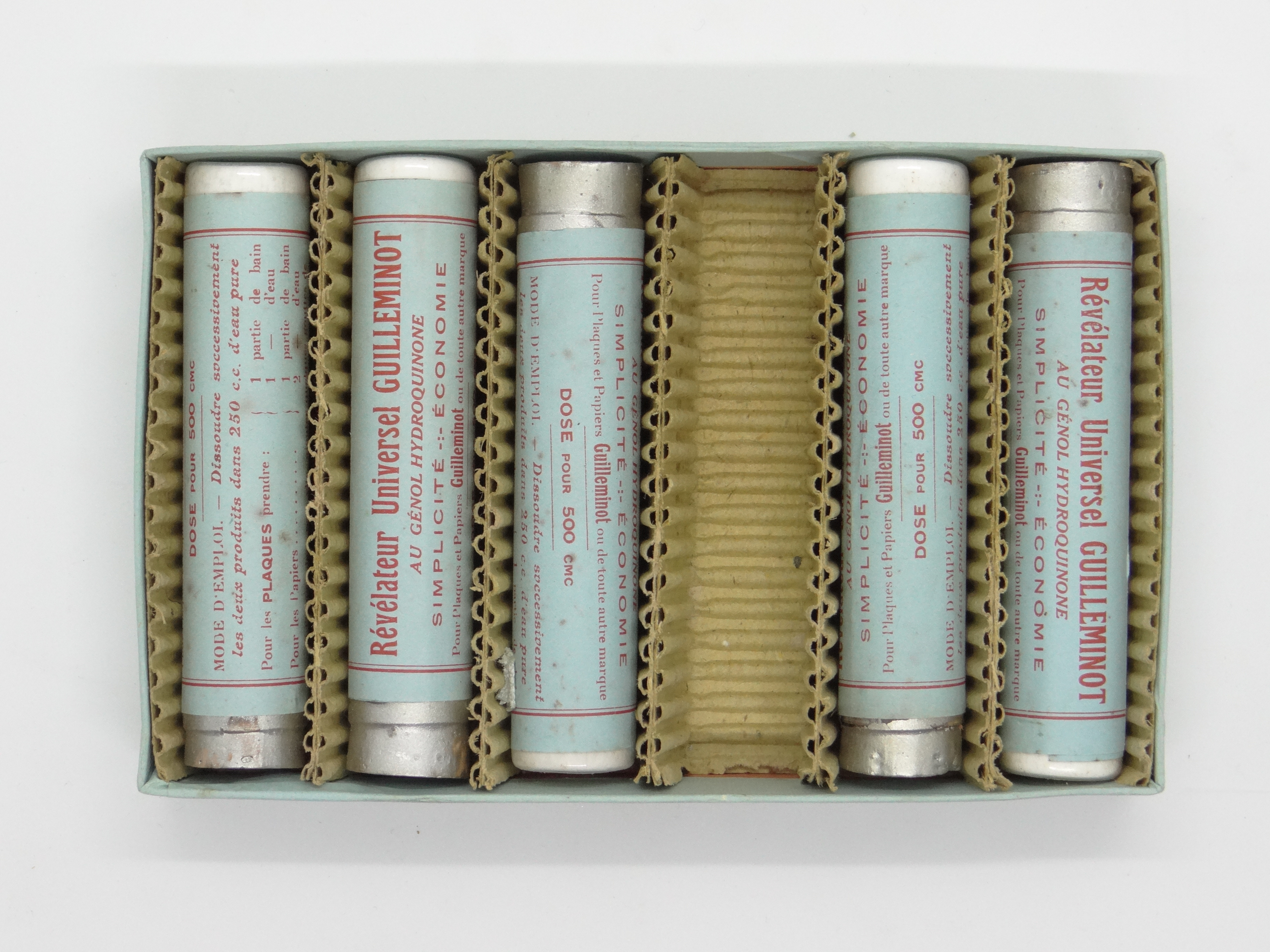

필름 현상 부문에서 현상액은 잠상을 보이는 상으로 변환하는 하나 이상의 화학물질이다. 현상액은 창백한 색의 할로겐화은을 감소시킴으로써 (미립일 때) 검은색을 띄는 은금속으로 변환한다. 이러한 변환은 젤라틴 매트릭스 안에서 발생한다. 현상액은 빛에 노출되는 할로겐화은의 입자에서 더 빠르게 반응한다. 현상액에 남겨진 종이는 궁극적으로 모든 할로겐화은을 감소시켜 검은색으로 변화된다. 일반적으로 현상액을 오래 반응시킬수록 상은 더.